# Rykowisko
Rykowisko – okres godowy jeleni szlachetnych, w Polsce rozpoczyna się w drugiej połowie września i trwa około czterech tygodni. 
Samce jeleni zaczynają wydawać głośne odgłosy, zaczynając tuż przed zachodem słońca, a kończąc o świcie. Przez całą noc potężny, basowy ryk byków rozlega się echem na wiele kilometrów po okolicy. Okres godowy jeleni wschodnich (sika) jest nazywany gwizdowiskiem.
Rykowiskiem nazywa się również miejsce pojedynków byków w okresie godowym oraz miejsce odbywania godów.

## Galeria

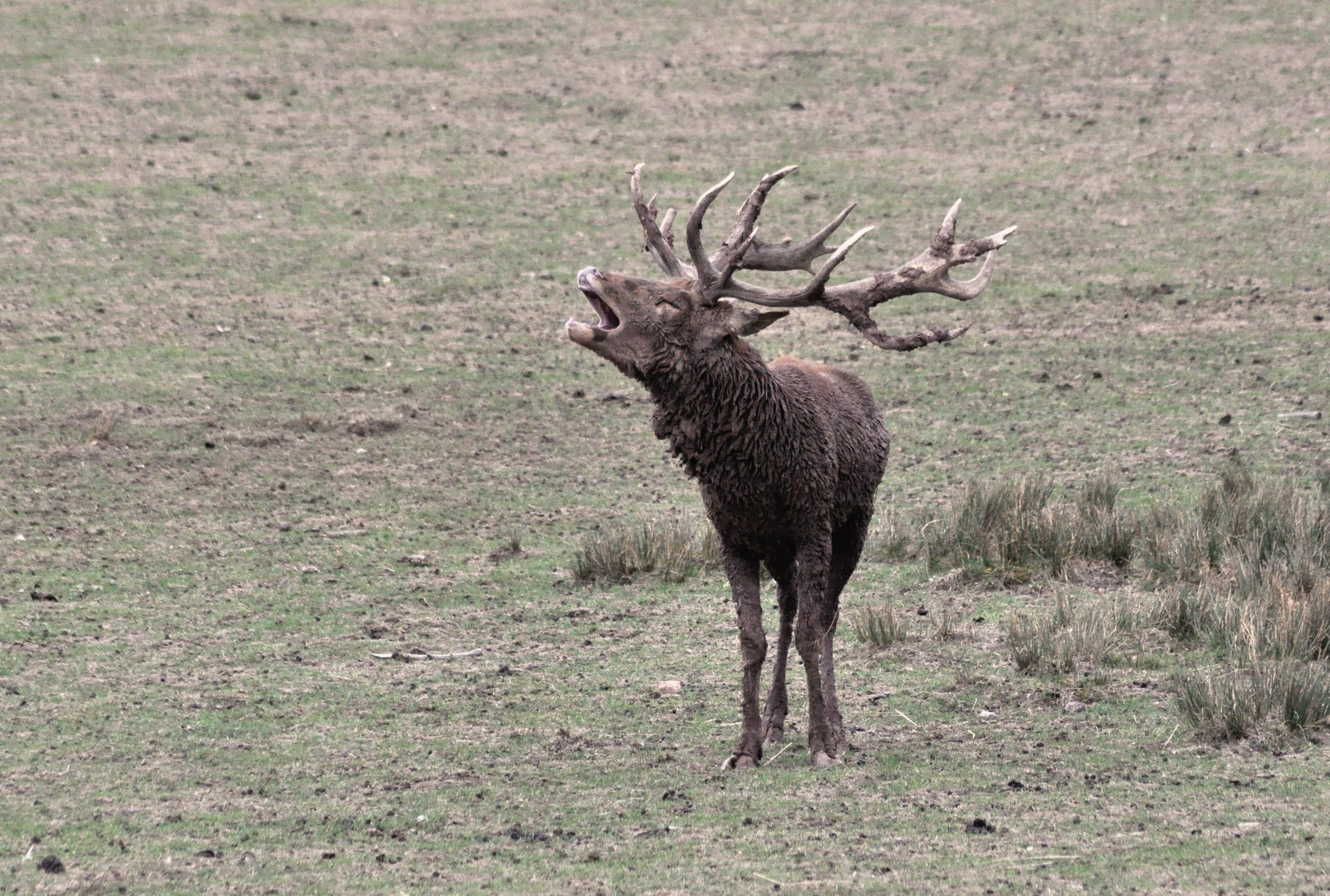
Ryk
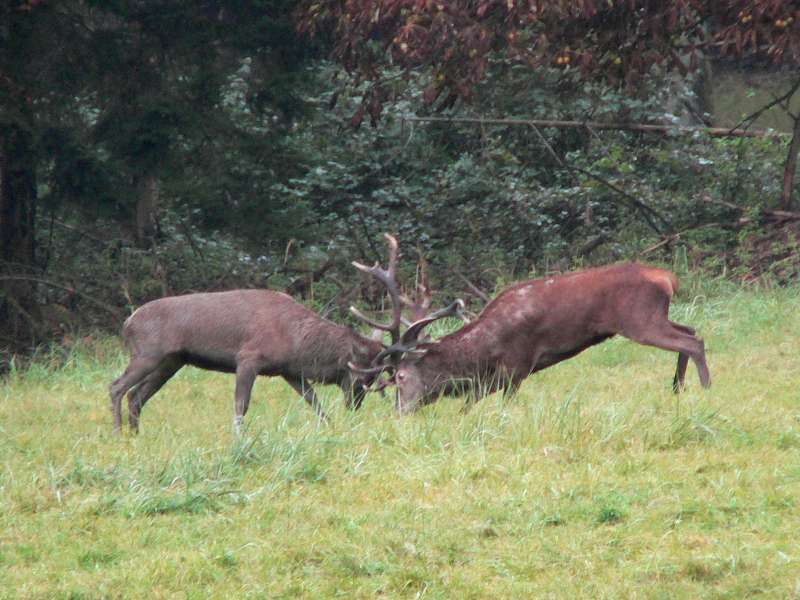
Pojedynek
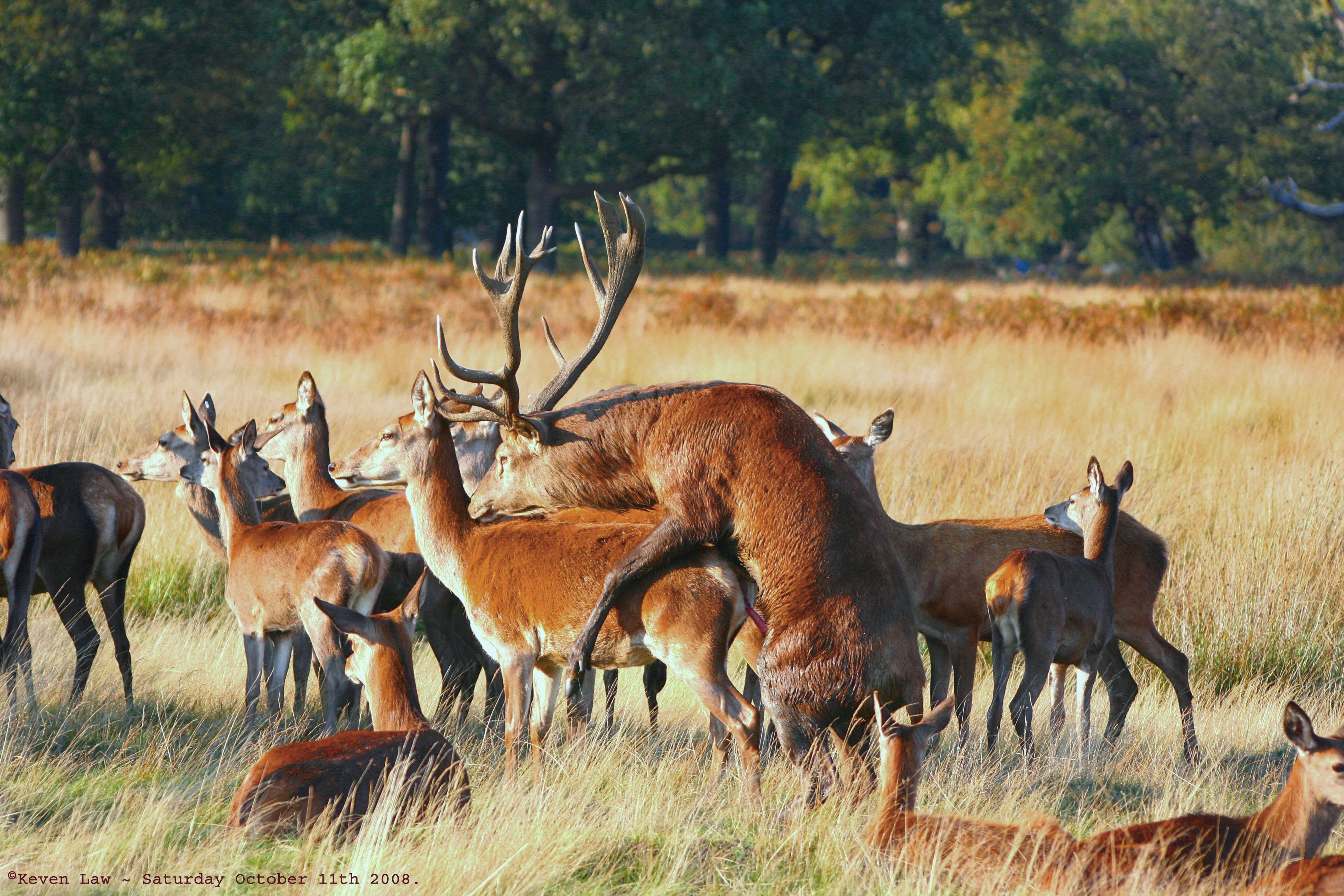
Gody